# Scartelaos cantoris
Scartelaos cantoris — вид риб родини Оксудеркових (Oxudercidae).

## Опис
Риба сягає завдовжки близько 11,9 см.

## Поширення
Риба поширена на сході  Індійського океану на узбережжі Андаманських островів. Мешкає у мулистих лиманах і припливній зоні річок.